# 中田久美
中田 久美（なかだ くみ、1965年9月3日 - ）は、日本の元バレーボール選手（全日本女子代表）、指導者、タレント、スポーツキャスター。マネジメント契約先はビッグベン。元女子日本代表監督。
日本リーグ、プレミアリーグ（Vリーグ）時代を通じて女子最多4度の最高殊勲選手賞受賞者である。

## 来歴
東京都練馬区出身。名前の由来は、誕生日（9月3日生まれ）から。一人っ子。
母親の助言もあって練馬区立練馬東中学校入学後からバレーボールを始め、2年生の時山田重雄の英才教育バレーチーム『LAエンジェルス』に2期生として入団した。その関係からバレーボールに専念するため高校は通信制の日本放送協会学園高等学校（現在のNHK学園高等学校）に通い卒業した。中学校時代は、同期に生徒会副会長を務めていた尾崎豊がいた。
バレーボール漬けの環境で才能を開花させた中田は、1980年に大谷佐知子と共に史上最年少の15歳（中学3年生）で全日本代表に選出され、同年の日中対抗にセンタープレーヤーとして出場した。直後に山田から素質を買われ、セッターに転向する。翌1981年に日立に進み、セッター転向わずか1年でスタメンを獲得した。同年の日本リーグでは史上初の失セット0での全勝優勝に大きく貢献し、自身も新人賞を獲得した。なお、日本リーグデビューは16歳3か月で、2007年1月に15歳4か月で岡山シーガルズのセッター堀口夏実が出場するまでは最年少記録であった。
1983年からは日本代表でもスタメンセッターとなり、同年のアジア選手権では当時世界一の中国を破り、優勝を飾った。翌1984年のロス五輪でも銅メダルを獲得した。
1986年9月、世界選手権で主将を務めた。11月、練習中に右膝前十字じん帯を断裂した。再起不能ともいわれた大ケガだったが、リハビリを乗り越え10か月後に試合に復帰した。1988年2月、再び右膝を手術した。しかし右膝は完治せず、試合の時は痛み止めの薬を手放せなくなる。同年ソウル五輪に出場した。
1992年、バルセロナ五輪に出場した。日本女子バレー史上初となる3度目の五輪出場を果たし、日本選手団の旗手も務めた。
バルセロナ五輪を最後に同年11月に一度は現役を引退したが、1995年に現役復帰した。1996年にはアシスタントコーチに就任した。1997年に日立を退社して以降、バレーボール教室など後進の指導や全国各地での講演、バレーボール解説者のほか、スポーツキャスター、タレントとして活動している。
2005年、父の定年退職と共に、長野県内に新居を購入し、東京都内から両親とともに移住した。
2005年から翌年まで、日本バレーボール協会の強化委員を務めた。2008年、イタリアプロリーグセリエA・ヴィチェンツァのコーチに就任し、日本人女子として初めて海外バレーボールチームの指導者となった。2009年、セリエA・ノヴァーラのアシスタントコーチに就任した。
2011年9月、久光製薬スプリングスのコーチに就任し、2012年7月1日付で監督に就任した。2012年12月24日、都城で行われた天皇杯・皇后杯全日本バレーボール選手権大会の決勝戦では、昨年優勝の東レを下して優勝した。監督就任1年目にしての快挙となった。その後、Vプレミアリーグと黒鷲旗全日本男女選抜大会も制覇し、女子チームで初めてとなる3冠を達成した（日韓Vリーグトップマッチと2012年ぎふ国体を含めると5冠となる）。
2016年10月25日、日本バレーボール協会理事会にて満場一致で、バレーボール女子日本代表の監督に選出された（女性監督では生沼スミエに次いで2人目）。これにともない久光製薬では総監督となった。2017年5月、久光製薬を退部した。
2021年7月まで女子代表監督に約5年間在任し、自国開催の東京五輪で1次リーグで敗退した。結果を出せなかった失望感と無力感は想像以上に大きく、半年以上も自宅から出られない状態に陥ったという。2022年4月から「東京大学エグゼクティブ・マネジメント・プログラム」（東大EMP）に通学し（2018年にいったん入学して中断していた）、2022年9月に首席で卒業した。
2023年4月1日、V.LEAGUE DIVISION3に2023年秋から参入する、フラーゴラッド鹿児島のエグゼクティブ・ディレクター（ED）に就任した（2024年3月1日付けでVリーグ登録抹消）また、同じく4月から筑波大学大学院の体育研究科（通学2年制の修士課程の社会人枠試験で合格）に入学した。
2025年6月、SAGA久光スプリングスの監督就任が発表された。9年ぶりのチーム復帰となる。

## 人物・エピソード
- 全日本に入った頃はセンタープレーヤー登録だった。セッター転向を持ちかけられたとき「私、全日本のセンターなんだけど?と思った」と当時の心境を告白している[21]。
- 本人談によれば、それまでは額の前で取るのが当たり前だったオーバーハンドパスを、額よりも高い位置で取り始めたのは中田が初だったといい、ブラジル代表のセッター・マウリシオも中田のスタイルに倣ったともいう[1]。
- 1985年11月8日『一枚の写真』（フジテレビ）に出演した。
- 1992年、バルセロナ五輪に日本女子バレー選手として史上初となる3度目の五輪出場を果たしたが、試合に負けてしまうだけでなくメダルを逃してしまう結果となってしまい、あまりの悔しさに号泣しながらバレーコートを去っていった。
- 一度選手を引退してから結婚し、セミヌード写真集も発表して話題を集めたが、夫婦間のすれ違いから離婚した。現在は独身である。
- 後述のエピソードや春高バレーの応援企画「コーチングキャラバン」での指導で選手を一喝する場面が多いためか、「恐怖」のイメージがついている。解説者の時に、試合内容に憤ったあまり、中継席にあったボールペンをへし折ったほどでもある[22]。
- 指導方法については1982年アジア大会で指揮を執った（中田以前の）全日本唯一の女性監督である生沼スミエから影響を受けたと語っている[23]。
- 2004年6月、全日本女子がアテネオリンピック出場権を獲得した直後、選手と共に中田久美もフジテレビ「すぽると!」の生放送に登場した。その際、同番組直前の打ち上げにより酔いが冷めやらぬまま女子選手達は同番組に生出演し、その選手らの行き過ぎた浮かれ具合とはしゃぎ振り（実際選手達は、五輪出場権を獲得してテンションが上がって「キャーキャー」と盛り上がり、司会の質問が聞き取りにくくなる程だった）に、中田自身は業を煮やしていた（なおこの生放送前、中田は当時全日本主将の吉原知子に対し立腹寸前の表情で「ちゃんと真面目にやろうね」と注意すると、吉原キャプテンは顔を引きつらせていたという）。その直後にテレビ画面が試合映像のVTRに切り替わり、渡辺和洋（フジテレビアナウンサー）が試合模様を解説し始めた途端、中田本人のマイクがオンであることを知らず[4]、突然女子選手達に向かって、「てめえら、この野郎!!」と大喝した。先程まで賑やかだった女子選手達と共に同時にスタジオ全体をも静まり返らせたが、その中田の容赦ない怒鳴り声が全国に放映されてしまった（当時スタジオ裏には全日本女子監督・柳本晶一の他、フジテレビの局長を初め幹部も多数いたとの事。CM明けの女子選手達は打って変わって大人しくなり、中にはバツが悪そうな顔の選手もいた）。この事で中田は、今後フジテレビへの出入り禁止を覚悟する程だったとのちに語っているが、後日日本バレーボール協会のスタッフから「色々ご指導有難う御座いました」と感謝の言葉を受けたという[22][24][25][注 2]。

## 所属チーム

### 選手
- 練馬東中
- 日立ベルフィーユ（1981-1992年、1995-1996年）

### 指導者
- 日立ベルフィーユ
  - 選手兼ヘッドコーチ（1992年）
  - アシスタントコーチ（1996-1997年）
- ヴィチェンツァ コーチ（2008-2009年）
- ノヴァーラ コーチ（2009-2011年）
- 久光製薬スプリングス
  - コーチ（2011-2012年）
  - 監督（2012-2016年）
  - 総監督（2016-2017年）
- 日本女子代表 監督（2016-2021年）
- フラーゴラッド鹿児島 エグゼクティブ・ディレクター（2023-2024年）
- SAGA久光スプリングス監督（2025年-）

## 球歴
- 全日本代表 - 1980-1986年、1988-1989年、1991-1992年
- 全日本代表としての主な国際大会出場歴
  - オリンピック - 1984年、1988年、1992年
  - 世界選手権 - 1982年、1986年
  - ワールドカップ - 1985年、1989年、1991年

## 受賞歴
- 1981年 - 第15回日本リーグ 新人賞
- 1982年 - 第16回日本リーグ ベスト6
- 1983年 - 第17回日本リーグ ベスト6
- 1984年 - 第18回日本リーグ 最高殊勲選手賞、ベスト6
- 1985年 - 第19回日本リーグ 最高殊勲選手賞、ベスト6
- 1989年 - ワールドカップ ベストセッター賞
- 1990年 - 第24回日本リーグ 最高殊勲選手賞、ベスト6
- 1991年 - 第25回日本リーグ 最高殊勲選手賞、ベスト6
- 2007年 - 2006-07プレミアリーグ Vリーグ栄誉賞

## 著書等
- 夢を信じて（中田久美著、日本文化出版、1993年3月、ISBN 9784931033931）
- バレーボール〈上巻〉基礎編（中田久美、てしろぎたかし、松下佳正共著、集英社、1995年1月、ISBN 9784082880330）
- バレーボール（中田久美、てしろぎたかし共著、集英社、1995年2月、ISBN 9784082880347）
- N.93―中田久美写真集 （新潮社、1998年10月、ISBN 9784104261017）
唯一の写真集。セミヌードシーンもある。
- 天才セッター中田久美の頭脳（タクティクス）（二宮清純著、新潮社、2003年3月、ISBN 9784104590018）